# Nécessaire de voyage
Pour les articles homonymes, voir Nécessaire.

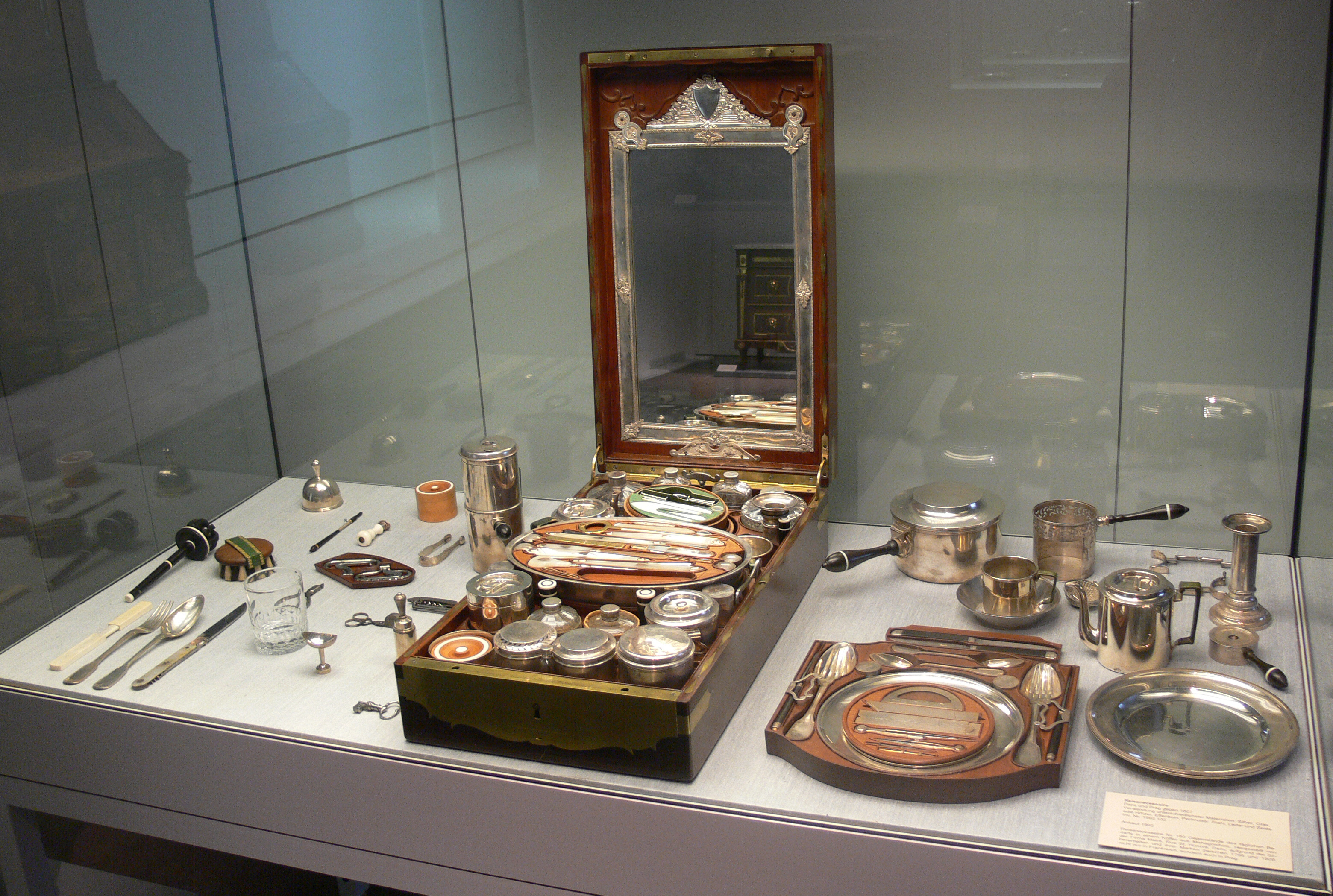
Nécessaire de voyage comprenant 180 pièces réalisé par Maire, tabletier à Paris, vers 1807 : acajou, argent, vermeil, nacre, cristal, ivoire, ébène (musée des Arts décoratifs, Berlin).

Un nécessaire de voyage est un coffret contenant des accessoires utiles au voyage. C'est un objet marquant des XVIIe, XVIIIe et XIXe siècles.
Cet objet atteint son apogée au Premier Empire, sous l'impulsion d'artisans comme Martin-Guillaume Biennais qui en font un produit de luxe d'une grande complexité. Fruit d'une commande spéciale, ce genre de coffret et les pièces raffinées qui le composent portent généralement la marque distinctive du commanditaire.

## Description
Abritant les ustensiles « nécessaires » — d'où son nom — à la toilette, au travail, à la lecture, la collation ou toute autre activité du voyage, sa réalisation nécessite l'action conjuguée de plusieurs corps de métiers : ébénisterie, tabletterie, orfèvrerie, cristallerie, travail de la porcelaine.
Les nécessaires de toilette et de voyage contiennent plusieurs dizaines d'accessoires pour accompagner les voyageurs, aristocrates, officiers, diplomates, etc., dans leurs déplacements. Ces accessoires sont réunis dans des boîtes facilement transportables. Les matériaux sont variés, vermeil, nacre, argent, ivoire, acajou, etc.
Parmi les accessoires, on retrouve ceux consacrés à l'hygiène (brosses à dents, à cheveux, à barbe et moustache, gratte-langue, rasoirs, cure-oreille, piluliers, œillères, etc.) et à des tâches utiles (portemanteau, couteaux rétractables, ciseaux, ustensiles, tasses, écritoire, plumes encrier, poudrier, etc.).

## Facteurs célèbres

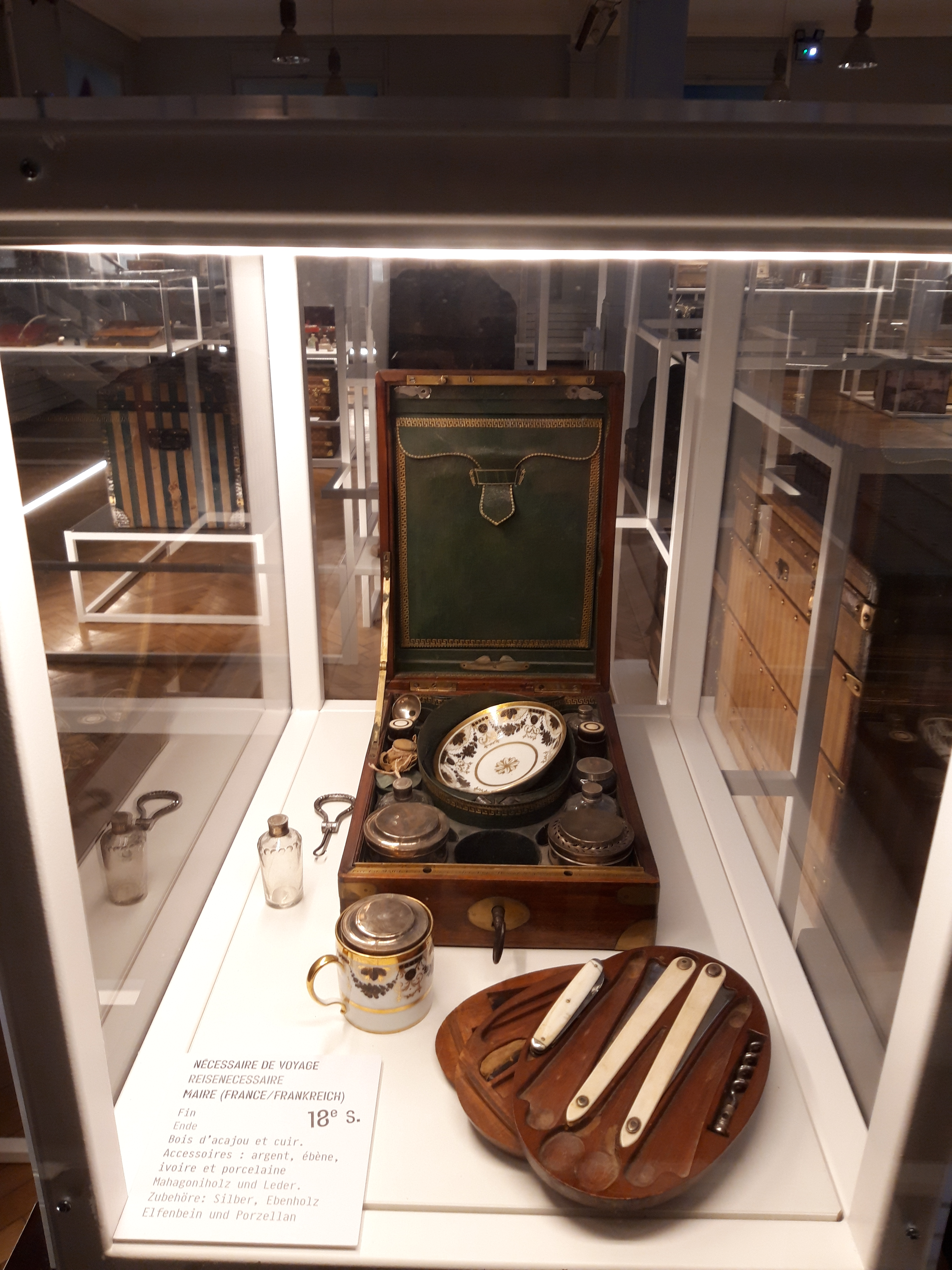
Nécessaire de voyage de Maire, fin XVIIIe siècle, Musée du bagage à Haguenau

- Martin-Guillaume Biennais, « tabletier et éventailliste », sis rue Saint-Honoré près rue de l'Échelle, à l'enseigne « Au Singe violet »[2]. Actif de 1788 à 1821.
- Pierre-Dominique Maire (1763 ?-1827).

## Pièces historiques
| Commanditaire                         | Facteur                   | Détails | Propriétaire                                  | Voir en ligne |
| ------------------------------------- | ------------------------- | --- | --------------------------------------------- | ------------- |
| Louis XV, roi de France               | Henri-Nicolas Cousinet    | Cadeau du roi à la reine Marie Leszczyńska à l'occasion de la naissance du Dauphin. Composition : chocolatière, moussoir, cuillère à chocolat, moulin, boîtes, passoire, entonnoir, sonnette, pot à crème, pince à sucre, cuillères, bougeoir, le tout en argent doré, théière, sucrier, gobelets, tasses et soucoupes en porcelaine du Japon. Date : 1729. | Musée du Louvre                               | [ 3 ]         |
| Marie-Antoinette, reine de France     | Jean-Pierre Charpenat     | Nécessaire de voyage de Marie-Antoinette Composition : pot et cuvette de toilette, bassinoire, crachoir, étuis, pots à pommade, poudrier, mortier, flacons, burettes, miroirs, sonnette, assiettes, couverts, verres, timbale, gobelet à bouillon, écuelle couverte, tasse, chocolatière, théière, œuf à thé, sucrier, réchauds, entonnoir, pinceau, bobines, aiguille, encrier, cachet, coupe-papier, canif, compas, ciseaux et plateau. Chiffré « MA ». Date: 1787-1789. | Musée du Louvre                               | [ 4 ]         |
| Marie-Antoinette, reine de France     | Jean-Pierre Charpenat     | Second nécessaire de voyage de Marie-Antoinette | Musée international de la Parfumerie à Grasse |               |
| Napoléon Ier                          | Martin-Guillaume Biennais | Nécessaire de campagne. Composition : objets de toilette, service de table, nécessaire à écrire, instruments de travail et accessoire divers en vermeil, argent, cristal, porcelaine, écaille, ébène, ivoire, acier, cuir, soie sous coffret d'acajou marqueté de laiton. Date : entre 1800 et 1810. | Musée Carnavalet                              | [ 5 ]         |
| Napoléon Ier puis tsar Alexandre Ier  | Martin-Guillaume Biennais | Composition : trois ensembles de toilette, de vaisselle et d'instruments de mesure accompagnés de divers objets. Acajou, ébène, ivoire, nacre, maroquin, cristal, vermeil. Date : 1807. | Musée du Louvre                               | [ 6 ]         |
| Napoléon Ier                          | Martin-Guillaume Biennais | Nécessaire de campagne de Napoléon emporté par lui à Longwood House (Sainte-Hélène). Pièces en acier, argent, cristal, ébène, ivoire et nacre sous coffret d'acajou. Date : 1809. | Château de Malmaison                          | [ 7 ]         |
| Jean-Nicolas, baron Corvisart         | Pierre-Dominique Maire    | Nécessaire du médecin personnel de Napoléon Ier, le plus célèbre clinicien du Premier Empire. Composition : accessoires de toilette (brosse à dents, rasoirs droits, affûteurs), tire-botte, outils de pansage et parage du cheval. Chiffré « NC ». Date : non identifiée. | Château de Malmaison                          | [ 8 ]         |
| Jérôme Bonaparte, roi de Westphalie   | Martin-Guillaume Biennais | Acajou, argent, ivoire, maroquin, vermeil. Date : XIXe siècle. | Château de Fontainebleau                      | [ 9 ]         |
| Pauline Bonaparte, princesse Borghese | Martin-Guillaume Biennais | Composition : pièces pour la toilette, la couture et le repas, services à thé, café et chocolat, chandeliers, miroirs, flacons, instruments pour manucure, l'ensemble majoritairement en argent. Compartiments dans le coffre d'acajou pour la monnaie et la papeterie. Date 1803-1804. | Royal Museum of Scotland                      | [ 10 ]        |
| Joseph Fouché, duc d'Otrante          | Martin-Guillaume Biennais | Nécessaire de 75 pièces offert par le duc d'Otrante à sa seconde épouse née Castellane après 1815. Composition : services à thé et café, nombreuses pièces de toilettes, flacons à sels (cristal, bouchon or ciselé), instruments d'hygiène dentaire (brosse à dents en or, rugines à détartrer), limes, etc. Écritoire portatif dissimulé à la base du coffret. | Fondation Napoléon                            | [ 11 ]        |
| Mme la maréchale Bessières            | Martin-Guillaume Biennais | Nécessaire de 62 pièces comprenant un service à thé, un service à café, tasses et couverts pour deux personnes, un nécessaire de toilette, un autre à couture et un troisième à écrire. Argent, vermeil, cristal, ivoire, nacre, corne et porcelaine dure sous coffret d'acajou. | Musée des arts décoratifs de Paris            | [ 12 ]        |

## Le «nécessaire» aujourd'hui
De nos jours, la commande d'un nécessaire de voyage tel que conçu autrefois est extrêmement rare. La conception et la fabrication de cet ensemble complexe, fait à la mesure et aux goûts d'un commanditaire, ainsi que le coût des matériaux de luxe utilisés, rendent l'opération très onéreuse. D'autant que les conditions du voyage ont changé et qu'il s'agit désormais d'un bagage supplémentaire dont l'utilité (transport de vaisselle personnelle, compartiments de maquillage à réassortir) cède à la contrainte.
Quelques grandes maisons d'artisanat traditionnel réalisent toutefois encore des nécessaires pour des clients fortunés, tels Vuitton et Hermès à Paris, ou encore Asprey (en) à Londres.
Plus généralement, le nécessaire de voyage a aujourd'hui éclaté en unités distinctes — trousse de toilette, kit de manucure, vanity-case, panier pique-nique — séparées par fonctions. Ces éléments font l'objet d'une production industrielle ou parfois artisanale et raffinée, mais ne peuvent plus prétendre au caractère exclusif et fastueux de leurs prédécesseurs.